# Dan Rogerson
Pour les articles homonymes, voir Rogerson.
Daniel John Rogerson (né le 23 juillet 1975 à St Austell) est un homme politique libéral démocrate britannique. Il est député de North Cornwall de l'élection générale de 2005 jusqu'à sa défaite aux élections générales de 2015. En octobre 2013, il devient ministre libéral démocrate au ministère de l'Environnement, de l'Alimentation et des Affaires rurales, occupant le poste jusqu'à ce qu'il perde son siège parlementaire au profit du candidat conservateur Scott Mann.

## Jeunesse et carrière
Né en Cornouailles, Rogerson grandit à Bodmin, fréquentant le Bodmin College, avant d'étudier la politique à l'Université du Pays de Galles à Aberystwyth. Pendant ses études, Rogerson travaille à la fabrique de pâtes Proper Cornish à Bodmin.
Dan Rogerson rejoint les libéraux démocrates alors qu'il est encore à l'école en 1991 pour faire campagne lors l'élection de Paul Tyler aux élections générales de 1992.
Il travaille au Bedford Borough Council avant d'être lui-même élu au Conseil en 1999 pour le quartier de Kingsbook. Il est conseiller, puis chef de groupe adjoint, jusqu'en 2002. Après son élection en tant que conseiller local, il travaille dans l'administration de l'Université.
Rogerson se présente pour la première fois au Parlement en 2001, pour le siège du North East Bedfordshire, augmentant la part des suffrages des libéraux démocrates de 2,1%.

## Carrière politique
En 2005, il est élu au siège de North Cornwall et utilise la langue cornique lors de la prestation de serment d'allégeance au Parlement avec Andrew George dans le but de soutenir la préservation de l'identité et de la culture cornouaillaises. En 2006, Rogerson demande au gouvernement de faire du 5 mars un jour férié en Cornouailles pour reconnaître les célébrations de la Saint-Piran.
Le 14 juillet 2009, Dan Rogerson présente un projet de loi "dissident" de Cornouailles au Parlement. Le projet de loi propose une Assemblée de Cornouailles décentralisée, similaire à la configuration galloise et écossaise.
Il est ministre fantôme libéral démocrate des Communautés et des Gouvernements locaux . Il est nommé coprésident du Comité parlementaire libéral démocrate pour l'éducation, les familles et les jeunes en juillet 2010.
Lors des élections générales de 2010, Dan Rogerson conserve son siège de North Cornwall avec une majorité de 6,36 %. Il prête à nouveau serment en cornique.
À la suite d'un remaniement gouvernemental, Rogerson est nommé sous-secrétaire d'État parlementaire aux eaux, forêts, gestion des ressources et affaires rurales au ministère de l'Environnement, de l'Alimentation et des Affaires rurales, poste qu'il occupe jusqu'aux élections générales de 2015.
Rogerson se représente à North Cornwall, mais est battu par le candidat conservateur Scott Mann par 6 621 voix - une oscillation de plus de 9 000 voix.
Lors de l'élection du Conseil de Cornouailles en 2021, il est candidat pour le quartier sud de Launceston, mais est battu de 3 voix.